# Frontière entre le Bénin et le Nigeria
La frontière entre le Bénin et le Nigeria sépare le Bénin à l'ouest et le Nigeria à l'est.

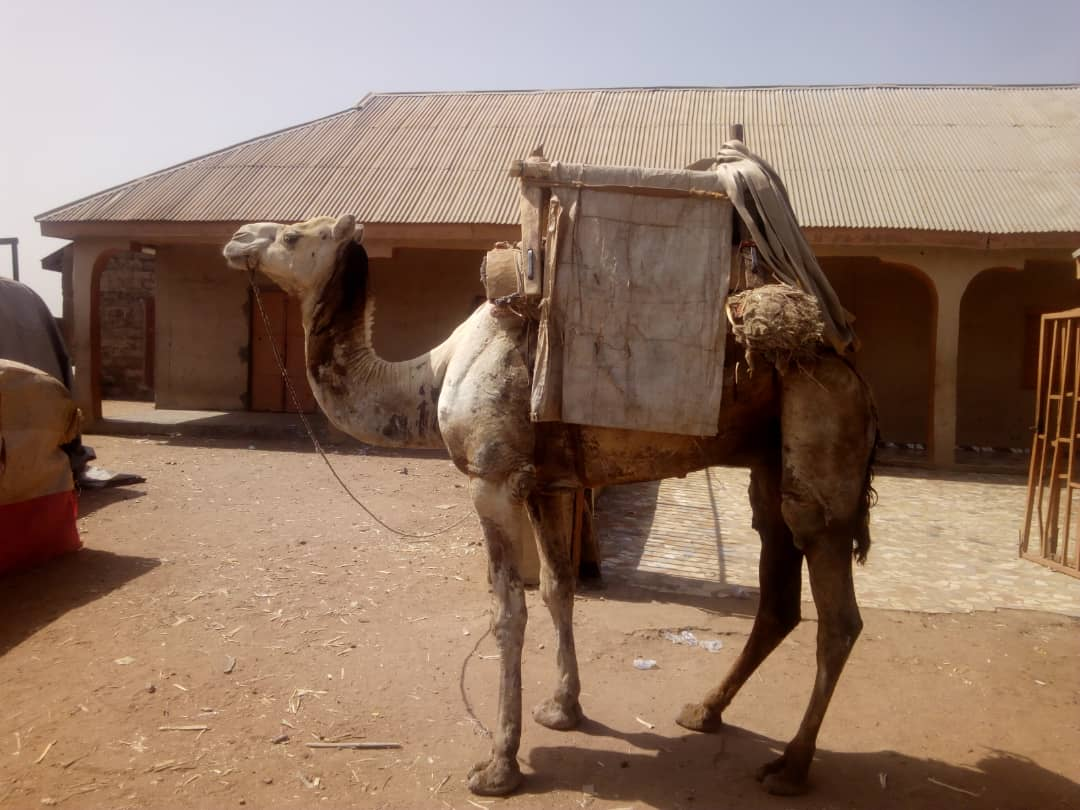
Dromadaire à la frontière (Segbana au Bénin).

Elle est l'une des quatre frontières du Bénin (avec celle avec celle du Togo à l'ouest et celles du Burkina Faso et du Niger au nord) et l'une des quatre du Nigeria (avec celles du Niger au nord, du Tchad au nord-est et du Cameroun à l'est).
Longue de 773 km, elle débute sur la côte du golfe de Guinée, remonte vers le nord sur environ 300 km, puis oblique à l'est sur 35 km avec de prendre une direction nord-est. La rivière Beffa marque cette frontière sur sa partie centrale.

Deux hommes devant une barrière avec un panneau Stop - près de la frontière avec le Bénin (alors appelé le Dahomey), Nigeria - 15 février 1962

Officiellement, les conflits frontaliers ont été résolus en 2009 et la création d'une commission mixte bénino-nigériane de délimitation des frontières. Mais des incidents perdurent comme ceux d'août 2013 causés par des militaires nigérians à Malanville. Cette ville du nord du Bénin, bien que frontalière avec le Niger mais très proche du Nigeria, est un des principaux points de trafic entre le Nigeria et le Bénin, principalement d'hydrocarbures (kpayo). Elle est majoritairement peuplée par la communauté Yoruba, un des principaux peuples du Nigeria.

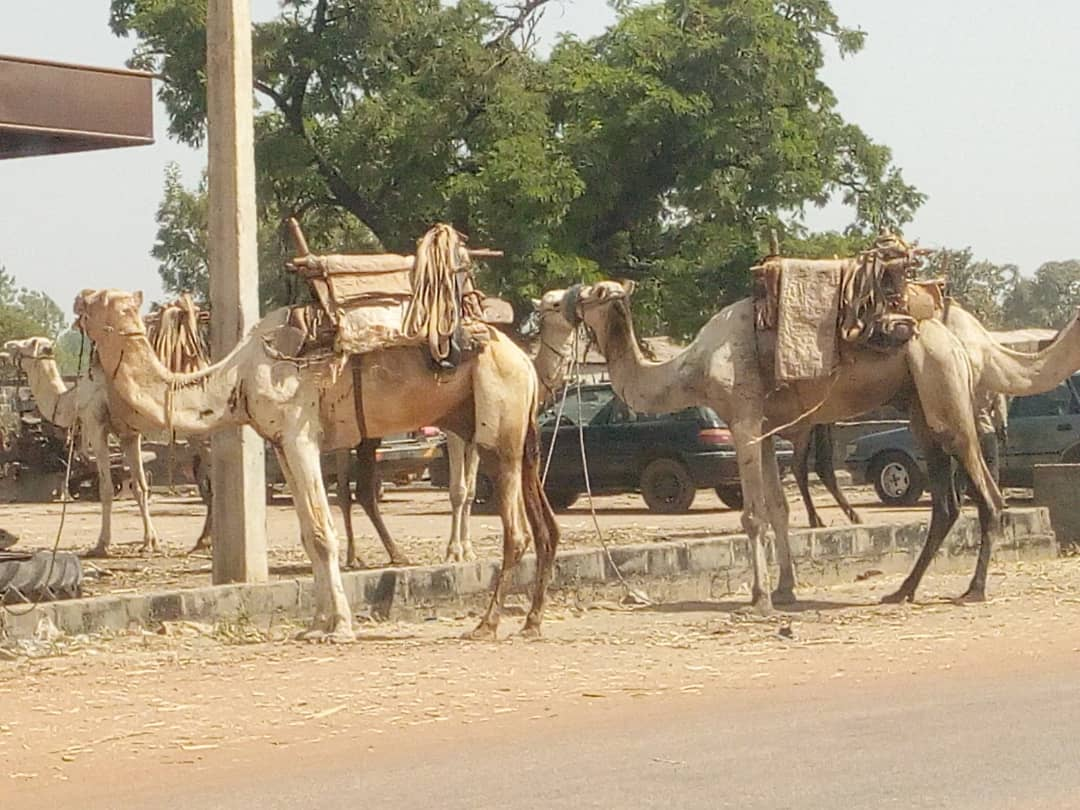
Dromadaires en déplacement à Segbana (frontière Bénin-Nigeria)